# Csíkosfejű fahágó
A csíkosfejű fahágó (Lepidocolaptes souleyetii) a madarak (Aves) osztályának verébalakúak (Passeriformes) rendjébe, valamint a fazekasmadár-félék (Furnariidae) családjába tartozó faj.

## Rendszerezése
A fajt Marc Athanese Parfait Oeillet Des Murs francia amatőr ornitológus írta le 1849-ben, a Dendrocolaptes nembe  Dendrocolaptes souleyetii néven. Faji nevét Louis François Auguste Souleyet, francia zoológus és a haditengerészeti sebész tiszteletére kapta.

## Alfajai
- Lepidocolaptes souleyetii compressus (Cabanis, 1861)
- Lepidocolaptes souleyetii esmeraldae Chapman, 1923
- Lepidocolaptes souleyetii guerrerensis Van Rossem, 1939
- Lepidocolaptes souleyetii insignis (Nelson, 1897)
- Lepidocolaptes souleyetii lineaticeps (Lafresnaye, 1850)
- Lepidocolaptes souleyetii littoralis (Hartert & Goodson, 1917)
- Lepidocolaptes souleyetii souleyetii (Des Murs, 1849)
- Lepidocolaptes souleyetii uaireni W. H. Phelps & W. H. Phelps Jr, 1950[2]

## Előfordulása
Mexikó, Costa Rica, Guatemala, Honduras, Nicaragua, Panama, Salvador, Trinidad és Tobago, valamint Belize, Brazília, Kolumbia, Ecuador, Francia Guyana, Guyana, Peru, Suriname és Venezuela területén honos.
Természetes élőhelyei a szubtrópusi vagy trópusi síkvidéki és hegyi esőerdők, lombhullató erdők, szavannák és bokrosok, valamint ültetvények.

## Megjelenése
Testhossza 22 centiméter, testtömege 22-34 gramm.
|  |

## Életmódja
Egyedül, vagy párban, a fák törzsén kúszva keresgéli rovarokból és pókokból álló táplálékát.

## Természetvédelmi helyzete
Az elterjedési területe rendkívül nagy, egyedszáma ugyan csökken, de még nem éri el a kritikus szintet. A Természetvédelmi Világszövetség Vörös listáján nem fenyegetett fajként szerepel.